# Ashton Lever
Ashton Lever est un collectionneur britannique, né le 5 mars 1729 à Alkrington près de Manchester et mort le 24 janvier 1788 à Manchester.

## Biographie
Il commence une immense collection vers 1760 sans que l'on sache exactement ses motivations premières. Il se met aussitôt à acheter des collections de coquillages exotiques, de fossiles, d'oiseaux naturalisés, de costumes traditionnels, d'armes et d'autres curiosités. Il acquiert ainsi une partie des collections que Johann Reinhold Forster, ruiné, est obligé de vendre à son retour à Londres. La première mention de son cabinet de curiosités date de 1773 et mentionne 1 300 boîtes vitrées réparties dans sept pièces différentes.
En 1774, il installe son musée à Londres et le fait visiter contre un droit de visite. Celui-ci est destiné à le rembourser pour ses dépenses et lui permettre d'acheter de nouveaux spécimens. Malgré l'énorme succès qu'il rencontre au début, ces recettes ne lui permettent pas de faire face aux coûts exorbitants de l'entretien de ses collections. Mais celles-ci sont célèbres pour leur richesse et attirent de nombreux scientifiques, notamment Thomas Pennant et John Latham, qui les utilisent pour leurs publications.
En 1781, il commence à ne plus pouvoir faire face aux dépenses courantes et lance un appel à l'aide. En 1783, il propose au gouvernement d'acheter l'intégralité de ses collections pour une fraction de son prix réel afin d'enrichir le British Museum, malheureusement sans succès. Il est contraint alors de les mettre en vente par un système de tickets de loterie. Ce projet se solde à nouveau par un échec, seuls 8 000 tickets sont vendus sur un total de 36 000. Rendu malade par le devenir de sa collection, sir Lever meurt dans la plus grande misère.
C'est un certain James Parkinson qui gagne la collection mais lui-même est trop pauvre pour l'entretenir. Il l'offre à nouveau au gouvernement mais celui-ci refuse encore. Parkinson demande alors à Joseph Banks de l'aider mais ce dernier détestait sir Lever et refuse de prendre en charge ces collections. Elle finit par être vendue aux enchères en 1806 et est entièrement dispersée. La plupart des objets échouent dans des collections privées et, en général, disparaissent totalement. D'autres, plus rares et plus chanceux, sont acquis par des institutions étrangères, comme le muséum de Vienne.

## Bibliographe
Michael Walters (2003). A Concise History of Ornithology. Yale University Press (New Haven, Connecticut) : 255 p.  (ISBN 0-300-09073-0)